# アメージングスクエア

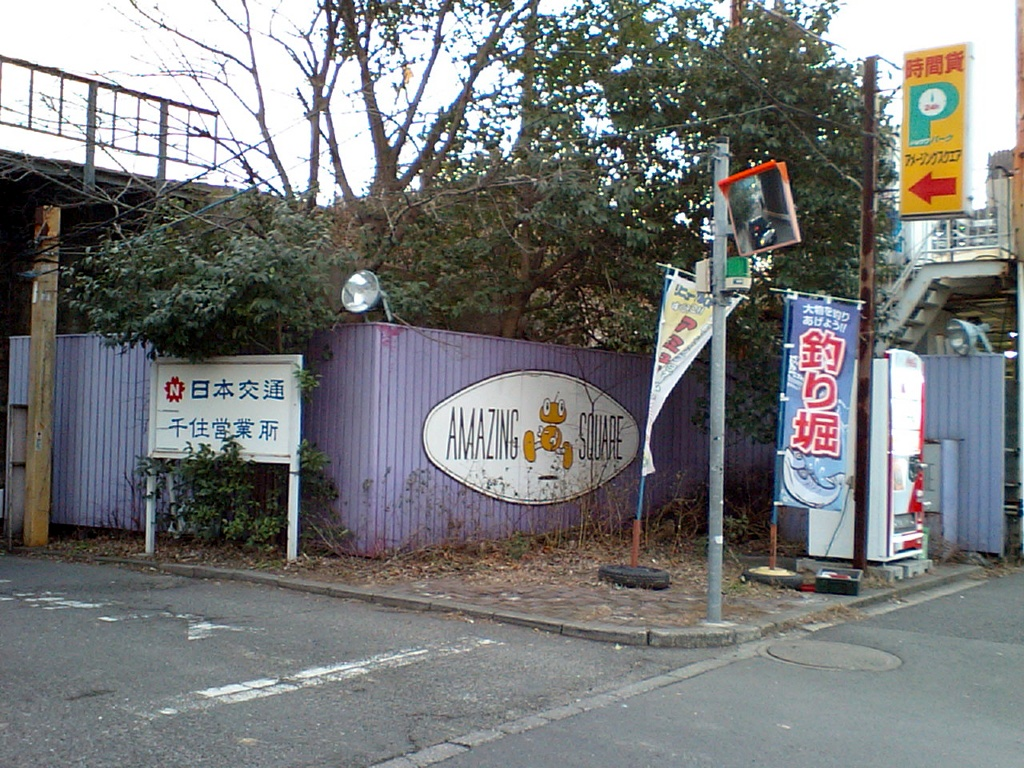
遊園地時代の看板が残る駐車場入口。その上は京成本線。2012年撮影

アメージングスクエアは、東京都足立区千住関屋町にあったスポーツ総合施設。もともとは遊園地として建設された。
2023年5月31日閉場。

## 概要
1987年（昭和62年）、東京製鐵が創業の地でもある千住工場跡地約1万坪に遊園地として建設。目玉のアトラクションは巨大迷路で、バンジージャンプも流行期に導入した。遊園地としては2000年（平成12年）頃に閉園したが、マスコットキャラクターの「アメットくん」は引き続き使用されていた。
2023年（令和5年）5月末まで各種スポーツ施設が個別に営業していたほか、2006年（平成18年）5月から2023年5月までは日本交通の営業所（千住営業所）があり、多数のタクシーが出入りしていた。
足立区が中心となり「千住大川端地区地域まちづくり計画(案)」として再開発計画が始動し、2023年5月末をもって区画内の全ての施設が閉鎖。解体された。今後130メートル級のマンション4棟やサービス付き高齢者向け住宅、商業施設、スーパー堤防が建設される予定。

## 2023年5月末現在の施設
- ミズノフットサルプラザ千住（フットサルコート）
- ムラサキパークTokyo（旧MAP'S Tokyo）（スケートパーク）

1996年秋、YOMIスケートパークとしてインラインスケート専用パークとしてオープン。1997年にスケートボード及びBMXの入場が可能となる。遊園地のころからスケートパークは併設されており、遊園地閉園後も運営者と位置を変えながら都内屈指のスケートパークとして営業を続けている。その後はBMX向きのコース・キノウチサイクルの運営を経て、2009年4月からMap's Tokyoという名称でムラサキスポーツが運営し、2014年4月より現在のムラサキパーク東京という名称となった。
- シティカート（レーシングカートサーキット）

R/Cカーレースも開催される。巨大迷路の跡地に作られている。
- アミューズパーク足立（バッティングセンター、釣り堀、アーケードゲーム）
- 日本交通千住営業所（2023年5月19日、足立区足立三丁目へ移転））

## 過去の施設
- 住宅展示場 （2009年3月に閉鎖・解体、跡地は資材置き場）
- キャンピングカー展示場 （2009年3月に閉鎖・解体、跡地は日本交通千住営業所の一部）
- スナックコーナー （飲食店、土・日・祝日のみ営業。2009年4月28日に閉店）
- ミスコンダクトホッケーリーグ（インラインホッケー） 2010年、戸田市に移転
- 日本橋模型RCセンター（ラジコンコース。2002年に埼玉県三郷市に移転）

### スケートパーク
- YOMIスケートパーク 1996年〜
- キノウチサイクル 2001年〜
- Map's Tokyo （ムラサキスポーツ）2009年〜

### 遊園地時代のアトラクション
- ユー・アー・ザ・キャプテン（巨大迷路）
- ビームチェイサー（屋内ガンシューティング）
- レーザーウォーリアー
- アストロスインガー
- ヒット21（光と音のハイテク迷路）
- パターゴルフ
- インラインスケートパーク
- ツイスター
- スーパートマホーク
- ミステリーハウス（お化け屋敷）
- ドラキュラ伯爵の館
- ファファ　クレヨンしんちゃん

## アクセス
- 所在地 - 東京都足立区千住関屋町19-1
- 鉄道

京成関屋駅・牛田駅から徒歩5分
首都高堤通出口から3分